# ウズベキスタンの副大統領
ウズベキスタンの副大統領 (英語: Vice President of Uzbekistan) はウズベキスタンにかつて存在した行政上の役職である。副大統領の役職は1992年1月8日に廃止された。
| 氏名                       | 着任   | 辞任         |
| -------------------------- | ------ | ------------ |
| シュクルッラ・ミルサイドフ | 1991年 | 1992年1月8日 |

ウズベキスタン憲法第96条では共和国の大統領が健康上の理由により責務を全うできないことが国民議会 (Oliy Majlis) により構成される国家医学委員会により承認された場合、国民議会は緊急会議を10日以内に招集しなければならないと規定している。また、活動しうる共和国大統領を3ヶ月以内に大統領選挙により選出しなければならないと規定している。